# 索洛德克 (米海利夫卡區)
47°8′44″N 35°11′40″E / 47.14556°N 35.19444°E
索洛德克（烏克蘭語：Солодке）是位於烏克蘭東南部的村莊，由扎波羅熱州梅利托波爾區的普洛多羅德內市鎮負責管轄。該村始建於1921年，面積0.78平方公里，海拔高度72米，2001年人口139，人口密度每平方公里178.2人。